# Sutyna tenuilinea
Sutyna tenuilinea là một loài bướm đêm trong họ Noctuidae.